# Tunel Sveti Rok
Tunel Sveti Rok je cestovni tunel u Lici, na autocesti A1 od Zagreba do Dubrovnika.

## Položaj i karakteristike
Dugačak je 5679 m, odnosno 5670 m (lijeva i desna cijev), prolazi kroz Velebit između naselja Sveti Rok (sa sjeverne strane, po njemu je i dobio ime) i Maslenice (s južne strane). 
Zapadna cijev tunela otvorena je 2003. godine, dok je istočna otvorena 30. svibnja 2009.

## Povijest izgradnje
Tunel su izradile domaće tvrtke Hidroelektra niskogradnja iz Zagreba i Konstruktor inženjering iz Splita prema modelu izrađenom i testiranom u Brodarskom institutu. Radovi na tom projektu svečano su otvoreni 16. kolovoza 1993., dok je sjeverna strana još bila okupirana. Kroz probijeni tunel Sveti Rok prvi se provezao predsjednik dr. Franjo Tuđman, u automobilu iz Like u Dalmaciju, 16. listopada 1999. oko 10.20 sati. Time je svečano označio svršetak proboja tunela.